# 校長湖
78°13′S 163°18′E / 78.217°S 163.300°E
校長湖（Chancellor Lakes），是南極洲的湖泊，位於維多利亞地的斯科特海岸，處於瓦科特冰川以北，由威靈頓維多利亞大學探險隊命名，現時由南極條約體系管理。